# Böhringen-Rickelshausen
Böhringen-Rickelshausen – przystanek kolejowy w Böhringen (dzielnica Radolfzell am Bodensee), w kraju związkowym Badenia-Wirtembergia, w Niemczech. Zatrzymują się tutaj pociągi Deutsche Bahn jak i Schweizerische Bundesbahnen.
| Böhringen-Rickelshausen                 |  |                              |
| Linia Hochrhein                         |  |                              |
| Singen Industriegebietodległość: 6,7 km |  | Radolfzell odległość: 3,4 km |